# 専門学校東京ホスピタリティ・アカデミー
専門学校東京ホスピタリティ・アカデミー（せんもんがっこうとうきょうホスピタリティ・アカデミー、略称: THA、TIT、TOKAN）は、東京都新宿区市谷田町に本部を置く私立の専門学校。旧校名は東京観光専門学校。
1967年に専門学校東京スクール・オブ・ビジネスの観光学科として開設された課程が前身であり、1969年に東京観光専門学院として分離独立。その後、東京観光専門学校へ改称し、2024年4月に現在の専門学校東京ホスピタリティ・アカデミーへ校名を変更した。
学校法人21世紀アカデメイアを構成する一校であり、2025年度現在は、宿泊・観光・デジタル・鉄道・航空・飲食・冠婚葬祭・外国語の専門分野を擁するホスピタリティ分野の総合校である。
教育方針として「世界最高峰のホスピタリティを通じて、人々に感動を提供する人材の育成」を掲げている。この理念に基づき、全ての学科で専門知識・技術に加え、ホスピタリティマインドを重視した教育を一貫して行っている。
7学科が文部科学省の職業実践専門課程に認定を受けている。
本校所在地には、谷干城を初代とする谷子爵家の邸宅が所在した。

## 沿革
- 1967年4月 - 東京スクール・オブ・ビジネス設立
- 1969年4月 - 東京観光専門学院設立（東京スクール・オブ・ビジネス内の観光学科が分離独立）
- 1977年4月 - 旅行学科・ホテル学科開設
- 1979年10月 - 法人が専修学校認可され、東京観光専門学校に改称
- 1982年10月1日 - 本校の設置認可[5]
- 1985年3月 - 市ヶ谷校舎完成
- 1999年3月 - 新宿校を閉校
- 2009年4月 - 3学科を設置する夜間部と昼間部の通訳ガイド学科開設
- 2010年4月 - カフェサービス学科・観光サービス学科開設
- 2011年3月11日 - 卒業式会場であった九段会館が東日本大震災で被災。天井の崩落事故により、教職員に死者、卒業生らに負傷者が発生した[6]。
- 2011年4月 - フラワーサービス学科・観光サービス学科開設
- 2014年4月 - 葬祭ディレクター学科開設
- 2015年4月 - 観光ビジネス学科開設
- 2016年2月19日 - ブライダル・ホテル・旅行・エアラインサービス・葬祭ディレクターの5学科が、文科省より職業実践専門課程の認定を受ける。
- 2016年4月 - おもてなしビジネス学科・海外留学学科・エアライン専科を設置
- 2017年2月28日 - 鉄道サービス学科・カフェサービス学科が職業実践専門課程の認定を受ける
- 2020年 - 外国語コミュニケーション学科開設
- 2021年 - エアポート学科開設
- 2022年 - AI観光学科開設
- 2023年 - グローバル語学科・韓国語学科開設
- 2024年 - 東京観光専門学校から専門学校東京ホスピタリティ・アカデミーへ校名を変更[7]
- 2025年 - この年の入学者選抜から、デジタルコミュニケーション学科の学生募集を停止[8]。

## 設置学科
設置されている学科は全て修業年限2年である。
- ホテル学科
  - ホテルマネジメント専攻
  - ホテルフロント専攻
  - テーマパーク＆リゾートホテル専攻
  - レストランサービス＆バーテンダー専攻
  - おもてなしビジネス専攻
- 旅行学科
  - トラベル専攻
  - 観光マネジメント専攻
  - ツアーコンダクター専攻
  - ビジットジャパン専攻
- 鉄道学科
  - 鉄道サービスコース
  - 鉄道メンテナンスコース
- エアライン学科
  - グランドスタッフコース
  - キャビンアテンダントコース
  - グランドハンドリングコース
- ブライダル学科
  - ウエディングプランナー専攻
  - ドレススタイリスト専攻
  - ブライダルビューティー専攻
  - ブライダルフラワー専攻
- フードクリエイト学科
  - パティシエ専攻
  - バリスタ＆カフェプロデュース専攻
- 葬祭ディレクター学科
  - 葬祭ディレクターコース
- 観光ビジネス学科
  - 日中通訳コース
  - ビジネス日本語コース
  - 国際観光サービスコース
- グローバル語学学科
  - 総合英語コース
  - 英語・韓国語コース
  - 英語・中国語コース
  - 英語留学コース
  - 中国語留学コース
- 韓国語学科
  - 韓国語コース
  - 韓国語留学コース
  - 韓国大学編入コース
- デジタルコミュニケーション学科
  - デジタルツーリズムコース

## 企業研修
在学中から現場の企業で仕事の流れを実体験（※研修）し、在学しながら実践力をつける企業研修（いわゆるインターンシップ）を実施している。

## アクセス
- 市ケ谷駅・飯田橋駅から徒歩10分[11]

## 著名な出身者
- 堀内健（ネプチューン）